# Schusteria saxea
Schusteria saxea is een mijtensoort uit de familie van de Selenoribatidae. De wetenschappelijke naam van de soort is voor het eerst geldig gepubliceerd in 2005 door Karasawa & Aoki.